# Hypochrysops seuthes
Hypochrysops seuthes är en fjärilsart som beskrevs av Osbert Salvin 1891. Hypochrysops seuthes ingår i släktet Hypochrysops och familjen juvelvingar. Inga underarter finns listade i Catalogue of Life.